# Чернілевський Сергій Володимирович
Сергій Володимирович Чернілевський (30 жовтня 1945, Хмельницька область) — український військовик. Генерал-полковник. Командувач військами Західного оперативного командування (1998–2003).

## Біографія
Народився 30 жовтня 1945 року у селі Гришки на Хмельниччині в багатодітній селянській сім’ї. У 1961 році закінчив Гришковецьку 8-мирічну школу. Закінчивши Радовецьку середню школу в 1963 році, поступив до Київського вищого загальновійськового училища. У 1967 році закінчив Київське вище загальновійськове командне училище ім. М. Фрунзе, Військову академію ім. М. Фрунзе (1977), Військову академію Генерального штабу ЗС СРСР (1989).
Після закінчення навчання проходив військову службу в Забайкальському військовому окрузі (Російська Федерація) на посадах командира взводу, роти.
- З 1967 по 1972 р. проходив службу в Забайкальському військовому окрузі на посадах командира кулеметного взводу, секретаря комітету ВЛКСМ батальйону, командира кулеметної роти;
- 1972-1974 рр. – командир мотострілецького батальйону в Одеському військовому окрузі;
- 1974-1978 рр. - начальник штабу 594-го механізованого полку (м. Вільнюс);
- 1979-1982 рр. – командир 167 мотострілецького полку (м. Калінінград);
- 1982-1984 рр. – заступник командира 1-ї Московської – Пролетарської мотострілецької дивізії;
- 1984-1988 рр. – командир 26-ї мотострілецької дивізії Прибалтійського округу (м. Гусєв, Калінінградська область);
- 1987-1989 рр. – слухач академії Генерального штабу ім. М.В. Фрунзе (м. Москва);
- 1989-1992 рр. – начальник штабу 3-ї танкової армії – заступник головнокомандувача Західної групи військ (Німеччина);
- 1992 р. – прийняв військову присягу на вірність народу України;
- 1992-1998 рр. – 1-й заступник командувача військ Одеського військового округу;
- З жовтня 1998 року по жовтень 2003 р. — командувач військ Західного оперативного командування.[1]
- З жовтня 2003 року — у розпорядженні Міністра оборони України.
- У березні 2004 року звільнений з лав Збройних Сил України у запас.

## Нагороди та відзнаки
- Відзнака Міністерства оборони України «Доблесть і честь»,
- інші медалі і відомчими відзнаками Збройних Сил СРСР та України

## Сім'я
Брати та сестри:
- Чернілевський Дмитро Володимирович — Доктор педагогічних наук, професор, президент Академії міжнародного співробітництва з креативної педагогіки.[2]

- Валентин Володимирович Чернілевський;
- Миколай Володимирович Чернілевський;
- Анатолій Володимирович Чернілевський;
- Любов Володимирівна Побокіна (Чернілевська);
- Тетяна Володимирівна Чернілевська;